# NGC 5671
NGC 5671 est une vaste galaxie spirale barrée relativement éloignée et située dans la constellation de la Petite Ourse. Sa vitesse par rapport au fond diffus cosmologique est de 9 058 ± 43 km/s, ce qui correspond à une distance de Hubble de 133,6 ± 9,4 Mpc (∼436 millions d'al). NGC 5671 a été découverte par l'astronome germano-britannique William Herschel en 1791.
La classe de luminosité de NGC 5671 est II et elle présente une large raie HI. En raison d'une brillance de surface égale à 14,07 mag/am2, on peut qualifier NGC 5671 de galaxie à faible brillance de surface (LSB en anglais pour low surface brightness). Les galaxies LSB sont des galaxies diffuses (D) avec une brillance de surface inférieure de moins d'une magnitude à celle du ciel nocturne ambiant.
À ce jour, cinq mesures non basées sur le décalage vers le rouge (redshift) donnent une distance de 108,460 ± 6,900 Mpc (∼354 millions d'al), ce qui est à l'extérieur des valeurs de la distance de Hubble. Notons cependant que c'est avec la valeur moyenne des mesures indépendantes, lorsqu'elles existent, que la base de données NASA/IPAC calcule le diamètre d'une galaxie et qu'en conséquence le diamètre de NGC 5671 pourrait être d'environ 66,1 kpc (∼216 000 al) si on utilisait la distance de Hubble pour le calculer.
Selon Abraham Mahtessian, NGC 5671 et UGC 9295 forment une paire de galaxies. Notons cependant que Mahtessian utilise une malheureuse et non conventionnelle abréviation pour désigner cette galaxie, soit 1426+7010. Il s'agit en réalité de CGCG 1426.7+7010 dont une autre désignation est UGC 9295.

## Supernova
La supernova SN 2008be a été découverte dans NGC 5671 le 15 février 2008 par J. Chu, W. Li et A. V. Filippenko de l'université de Californie à Berkeley dans le cadre du programme LOSS (Lick Observatory Supernova Search) de l'observatoire Lick. Cette supernova était de type IIn.